# Vuelta a España 2008
63. udgave af Vuelta a España arrangeredes i tidsrummet 30. august – 21. september 2008, og bestod af 21 etaper på til sammen 3173 kilometer. Der var en holdtidskørsel og to individuelle enkeltstarter.
Vuelta a España er ikke længere en del af UCI ProTour, og arrangøren stod derfor frit til at vælge hvilke hold som skulle inviteres til at deltage. Alle de 18 ProTour-hold, med undtagelse af Team Columbia, blev inviteret, i tillæg til Tinkoff, Andalucía-Cajasur og Karpin Galicia. 7. august blev det annonceret at Scott-American Beef (tidl. Saunier Duval-Scott) alligevel ikke fik lov deltage på grund af dopingsagen med Riccardo Riccò i Tour de France.

## Hold
De 19 deltagende hold er:
| Belgien - Quick Step - Silence-Lotto Danmark - Team CSC Saxo Bank Frankrig - Ag2r-La Mondiale - Bouygues Télécom - Cofidis, Le Crédit par Téléphone - Crédit Agricole - Française des Jeux Tyskland - Gerolsteiner - Team Milram | Italien - Lampre - Liquigas - Tinkoff Credit Systems Luxembourg - Astana Holland - Rabobank Spanien - Andalucía-Cajasur - Caisse d'Epargne - Euskaltel-Euskadi - Xacobeo-Galicia |

## Etaper
| 1        | 30. august    | Granada – Granada                              | 7 (TTT)  | Liquigas           |
| 2        | 31. august    | Granada – Jaén                                 | 167      | Alejandro Valverde |
| 3        | 1. september  | Jaén – Córdoba                                 | 165      | Tom Boonen         |
| 4        | 2. september  | Córdoba – Puertollano                          | 153      | Daniele Bennati    |
| 5        | 3. september  | Ciudad Real – Ciudad Real                      | 40 (ITT) | Levi Leipheimer    |
| 6        | 4. september  | Ciudad Real – Toledo                           | 162      | Paolo Bettini      |
| Hviledag |               |                                                |          |                    |
| 7        | 6. september  | Barbastro – Andorra (Naturlandia – La Rabassa) | 224      | Alessandro Ballan  |
| 8        | 7. september  | Andorra (Escaldes – Engordany) – Pla de Beret  | 160      | David Moncoutié    |
| 9        | 8. september  | Viella – Sabiñánigo                            | 198      | Greg Van Avermaet  |
| 10       | 9. september  | Sabiñánigo – Zaragoza                          | 173      | Sébastien Hinault  |
| 11       | 10. september | Calahorra – Burgos                             | 178      | Óscar Freire       |
| 12       | 11. september | Burgos – Suances                               | 180      | Paolo Bettini      |
| Hviledag |               |                                                |          |                    |
| 13       | 13. september | San Vicente de la B. – Alto de L’Angliru       | 199      | Alberto Contador   |
| 14       | 14. september | Oviedo – E. E. Fuentes de Invierno             | 158      | Alberto Contador   |
| 15       | 15. september | Cudillero – Ponferrada                         | 198      | David García       |
| 16       | 16. september | Ponferrada – Zamora                            | 185      | Tom Boonen         |
| 17       | 17. september | Zamora – Valladolid                            | 160      | Wouter Weylandt    |
| 18       | 18. september | Valladolid – Las Rozas                         | 179      | Imanol Erviti      |
| 19       | 19. september | Las Rozas – Segovia                            | 161      | David Arroyo       |
| 20       | 20. september | La Granja de S. I. – Alto de Navacerrada       | 16 (ITT) | Levi Leipheimer    |
| 21       | 21. september | S. Sebastián de los Reyes – Madrid             | 110      | Matti Breschel     |

## Trøjernes fordeling gennem løbet
| Etape        | Vinder             | Sammenlagt         | Pointkonkurrencen  | Bjergkonkurrencen | Kombinationkonkurrencen | Holdkonkurrencen |
| ------------ | ------------------ | ------------------ | ------------------ | ----------------- | ----------------------- | ---------------- |
| 1            | Liquigas           | Filippo Pozzato    | ingen              | ingen             | ingen                   | Liquigas         |
| 2            | Alejandro Valverde | Alejandro Valverde | Alejandro Valverde | Jesús Rosendo     | Egoi Martínez           | Caisse d'Epargne |
| 3            | Tom Boonen         | Daniele Bennati    | Alejandro Valverde | Jesús Rosendo     | Egoi Martínez           | Caisse d'Epargne |
| 4            | Daniele Bennati    | Daniele Bennati    | Daniele Bennati    | Jesús Rosendo     | Paolo Bettini           | Quick Step       |
| 5            | Levi Leipheimer    | Levi Leipheimer    | Daniele Bennati    | Jesús Rosendo     | Egoi Martínez           | Astana           |
| 6            | Paolo Bettini      | Sylvain Chavanel   | Daniele Bennati    | Jesús Rosendo     | Paolo Bettini           | Astana           |
| 7            | Alessandro Ballan  | Alessandro Ballan  | Daniele Bennati    | Alessandro Ballan | Alessandro Ballan       | Astana           |
| 8            | David Moncoutié    | Levi Leipheimer    | Alejandro Valverde | Alessandro Ballan | Alberto Contador        | Astana           |
| 9            | Greg Van Avermaet  | Egoi Martínez      | Alejandro Valverde | David Moncoutié   | Alberto Contador        | Caisse d'Epargne |
| 10           | Sébastien Hinault  | Egoi Martínez      | Greg Van Avermaet  | David Moncoutié   | Alberto Contador        | Caisse d'Epargne |
| 11           | Óscar Freire       | Egoi Martínez      | Greg Van Avermaet  | David Moncoutié   | Alberto Contador        | Caisse d'Epargne |
| 12           | Paolo Bettini      | Egoi Martínez      | Greg Van Avermaet  | David Moncoutié   | Alberto Contador        | Astana           |
| 13           | Alberto Contador   | Alberto Contador   | Greg Van Avermaet  | David Moncoutié   | Alberto Contador        | Caisse d'Epargne |
| 14           | Alberto Contador   | Alberto Contador   | Alberto Contador   | David Moncoutié   | Alberto Contador        | Caisse d'Epargne |
| 15           | David García       | Alberto Contador   | Alberto Contador   | David Moncoutié   | Alberto Contador        | Caisse d'Epargne |
| 16           | Tom Boonen         | Alberto Contador   | Alberto Contador   | David Moncoutié   | Alberto Contador        | Caisse d'Epargne |
| 17           | Wouter Weylandt    | Alberto Contador   | Greg Van Avermaet  | David Moncoutié   | Alberto Contador        | Caisse d'Epargne |
| 18           | Imanol Erviti      | Alberto Contador   | Greg Van Avermaet  | David Moncoutié   | Alberto Contador        | Caisse d'Epargne |
| 19           | David Arroyo       | Alberto Contador   | Greg Van Avermaet  | David Moncoutié   | Alberto Contador        | Caisse d'Epargne |
| 20           | Levi Leipheimer    | Alberto Contador   | Greg Van Avermaet  | David Moncoutié   | Alberto Contador        | Caisse d'Epargne |
| 21           | Matti Breschel     | Alberto Contador   | Greg Van Avermaet  | David Moncoutié   | Alberto Contador        | Caisse d'Epargne |
| Slutresultat | Slutresultat       | Alberto Contador   | Greg Van Avermaet  | David Moncoutié   | Alberto Contador        | Caisse d'Epargne |

## Eksterne links
- Vuelta a España – officiel website